# Xico Tarrés
Francesc Tarrés Marí, llamado Xico, es un político español del PSOE, nacido en Ibiza en 1958.
Fue alcalde de la ciudad de Ibiza entre 1999 y 2007. En 2007 fue elegido como primer presidente del Consejo Insular de Ibiza, institución creada al mismo tiempo que el Consejo Insular de Formentera en sustitución del antiguo Consejo Insular de Ibiza y Formentera.